# Roland Anheisser
Carl Maximilian Roland Anheisser (* 18. Dezember 1877 in Düsseldorf; † 16. März 1949 in Jugenheim, Hessen) war ein deutscher Maler, Grafiker, Botaniker, Zeichenlehrer und Schriftsteller.

## Leben und Wirken
Roland Anheisser studierte Botanik und Zoologie an den Universitäten Bonn und Jena. 1898 wurde er Universitäts-Zeichenlehrer in Jena. 1899 promovierte er. Ab 1900 war er Assistent am Botanischen Institut Basel, wo er auch die Kunstgewerbeschule besuchte und von Franz Schider unterrichtet wurde. An der Kunstakademie Karlsruhe waren seine Lehrer Walter Conz und Hellmut Eichrodt. Ab 1902 war Anheisser Assistent an der TH Darmstadt.

### Familie
Roland Anheisser wurde als Sohn des Groß-Kaufmanns Jacob Anheisser und Bertha Anheisser, geb. Sudhoff in Düsseldorf geboren. Das Ehepaar lebte mit den Kindern in Düsseldorf und Köln.
Roland Anheisser hatte zwei Brüder. Der ältere Bruder Hugo, der Kaufmann wurde, wanderte nach Chicago aus. Der jüngere Bruder Siegfried (* 9. Dezember 1881) war zunächst auch Kaufmann, studierte später Musikwissenschaften und wurde mit einer Arbeit über Wagners Tristan promoviert. Er war später Intendant des Langenberger Senders und machte sich als Mozartforscher und Übersetzer von Mozarts italienischen Opern einen Namen.
Siegfried Anheissers Sohn war Opernsänger Wolfgang Anheisser. Dieser verunglückte am Neujahrstag 1974 auf der Bühne der Kölner Oper und starb wenige Tage später an den Unfallfolgen.

### Die frühen Jahre
Als Fünfjähriger malte und zeichnete er Pflanzen und Tiere. Als Achtjähriger hatte er eine Kladde mit gemalten Pflanzen und Vögeln. Sein Interesse an der Pflanzenwelt begleitete ihn sein ganzes Leben, schon ab der Quinta am Königlichen Gymnasium in Düsseldorf wurde er zu einem Pflanzensammler. Die Moorwiesen von Düsseltal und die Sümpfe der Hammer Wiesen am Rhein boten eine Fülle von Natureindrücken, interessanten Tieren und Pflanzen. Weil ihm Künstler zu werden verwehrt wurde, fing er zunächst eine Gärtnerlehre an, um später Gartenbaudirektor zu werden, wechselte zwei Betriebe und wurde dann Lehrling in der Kölner „Flora“. Für ihn „eine der schönsten Gärten“ Deutschlands. Hier erlernte er alle Gebiete des Gartenbaues. Wohnen konnte er im großväterlichen Haus in Köln. Auf den Wegen zur „Flora“ erlebte er das alte Köln bei verschiedenen Tagesbeleuchtungen und sein Wunsch, dies alles festzuhalten und zu malen, wurde immer stärker. Er fing an, im Sommer vor Arbeitsbeginn die schönen alten Gebäude zu zeichnen und zu aquarellieren. In seiner Freizeit wanderte er gern und sammelte weiter Pflanzen. In dieser Zeit reifte in ihm der Gedanke, die Wissenschaft der Pflanzenkunde als Lebensberuf zu wählen. 1898 fängt Roland Anheisser ein Studium an der Universität Bonn an und wird Student der Naturwissenschaften mit Botanik als Hauptfach und daneben vor allem Zoologie, Anatomie, Geologie u. a.
Hier in Bonn entstand die Freundschaft zu seinem Lehrer Andreas Franz Wilhelm Schimper, dem großen Pflanzengeographen. Für ihn illustrierte er dessen großes Werk „Pflanzengeographie auf physiologischer Grundlage 1898“. Schimper war Elsässer und mit ihm unternahm Roland Anheisser Wanderungen durch das Elsass, den Breisgau und das Gebiet des Oberrheins. Im April 1898 wechselte Anheisser – nach drei Semestern in Bonn – zur Universität Jena über. Hier waren es u. a. Ernst Stahl und Wilhelm Detmer, die ihn beeinflussten. In dieser Zeit war Ernst Haeckel der berühmteste Mann an der Universität Jena. Dieser entdeckte sehr bald das zeichnerische Talent bei seinem Studenten Anheisser und beide verstanden sich sehr gut. In späteren Jahren widmete Anheisser sein großes Tafelwerk „Mikroskopische Kunstformen des Pflanzenreiches“ seinem verehrten Lehrer. Vom 5. Semester an wurde Roland Anheisser Assistent am botanischen Institut in Jena, und ihm oblag das Malen großer Wandtafeln für die botanischen Vorlesungen. Bei Stahl promovierte Anheisser „Über die aruncoide Blattspreite, ein Beitrag zur Pflanzen zur Pflanzenbiologie“ zum Dr. phil. im Dezember 1899 mit magna cum laude. Ab Januar 1900 lebte Roland Anheisser in Basel, dort Hinwendung zur künstlerischen Arbeit. Sein Bonner Lehrer Karl Friedrich Schimper war nach seiner Rückkehr von der Deutschen Tiefsee-Expedition „Valdivia“, Ordinarius für Botanik in Basel geworden. Bei ihm wurde Anheisser Assistent. Sehr bald begann er mit der Illustration der großen wissenschaftlichen Veröffentlichungen über die Ergebnisse von Schimper. Außerdem illustrierte er hier auch das Buch von Hermann Christ „Die Farnkräuter der Schweiz“, das „Lehrbuch der Botanik“ Jena 1904 für Hochschulen, das sogenannte „Bonner Lehrbuch“ von Eduard Strasburger, Fritz Noll, Heinrich Schenck und George Karsten; sowie einige Bilder für das „Lehrbuch der Pharmakologie“ von George Karsten. Durch die Arbeit an der „Pflanzengeographie“ wurde der bedeutende Botaniker Dietrich Brandis, auf Anheisser aufmerksam und ließ ihn sein großes Werk „Indian Trees“ illustrieren. Durch Sir Dietrich entstanden für Anheisser auch Verbindungen nach London. In Basel begann Anheisser seine eigentlichen Malstudien. Dafür bekam er von der Universität freie Stunden, auch nutzte er dazu seine Freizeit. Er begann an der Kunstgewerbeschule bei Fritz Schider, dem Freund Leibls, zu malen. Lithografieren und die Radierkunst lernte er bei J. Billeter. Diese Studien setzte er später an der Karlsruher Kunstakademie und in London, wo er die Technik des bekannten englischen Radierers James McNeill Whistler studierte, fort.
Anheissers Lehrer Schimper starb 1901 an Malaria. Sein Buch über die Valdivia-Expedition wurde von August Schenk fortgeführt. Durch diesen Kontakt kam Anheisser an das Botanische Institut in Darmstadt. Er lehnte ein Angebot des Expeditionsleiters Carl Chun ab, Schimpers Stelle zu übernehmen. Damit verzichtete Anheisser auf die Laufbahn eines Universitätsprofessors und entschloss sich zum Leben eines freischaffenden Künstlers.
Nun wandte er sich endgültig der künstlerischen Arbeit zu. Er malte in einem Atelier in der Künstlerakademie, setzte seine bei F. Schider und J. Billeter begonnenen Mal- und Radierstudien fort, befasste sich auch mit mittelalterlicher Baukunst. 1904 genoss er eine graphische Ausbildung an der Akademie in Karlsruhe und malt an der dortigen Kunstakademie bei Walter Conz, Hellmut Eichrodt, Leopold von Kalckreuth und Hans Thoma.

### Reisen
Es begannen die Jahre des Reisens, Wanderns und Malens. Systematisch durchwanderte Anheisser das Niederrhein-Gebiet, Baden-Württemberg, das Elsass, Thüringen, den Odenwald, die ganze Gegend um Darmstadt, die gesamte Schweiz und viele Gebiete der Alpen bis nach Tirol und Österreich. Insgesamt entstanden an 10.000 Zeichnungen und Aquarelle, die er später zur Anfertigung seiner Radierungen bzw. für die Illustration seiner Bücher nutzte. 1910 heiratete Roland Anheisser. Bei seinen späteren Besuchen in Jena hatte er Margarethe von Hase (1874–1959), eine Tochter aus dem Musik-Verlagshaus Breitkopf & Härtel, kennengelernt. Sie war die Tochter von Oskar von Hase und Enkelin des Jenaer Kirchenhistorikers Karl von Hase. Auch nach der Heirat setzte Anheisser mit seiner Frau die Wanderjahre fort. Sie kamen nach Italien, nach Belgien, Flandern und Holland. 1918 erwarb Anheisser ein Haus in Jugenheim (heute Seeheim-Jugenheim) und richtete ein Atelier und eine Kupferdruckerei ein. Hier entstanden die vielen Radierungen, Lithographien, die Bildbände und Ölgemälde. Auch beschäftigt sich Anheisser mit figürlichen Darstellungen, Porträts, Akt- und Tanzbildern auch als Radierung. Bis auf wenige sind diese Werke verbrannt. 1942 im Dezember brannte das Haus Anheisser durch Kriegseinwirkung bis auf die Grundmauern nieder, und damit war der größte Teil des Lebenswerks von Anheisser vernichtet. Nachbarn und Tochter halfen einen Teil der Bilder zu retten, so auch einen Teil der Kupferplatten, auf denen Anheisser seine Radierungen schuf. Anheisser hat den Verlust seines Hauptwerkes nie verwunden. Er starb sechs Jahre später, am 16. März 1949, kurz nach dem Wiederaufbau seines Hauses.
Roland Anheisser war Mitglied im Deutschen Künstlerbund, dem er bis zu dessen Zwangsauflösung 1936 angehörte.

## Werke
Öffentlicher Besitz seiner Werke:
Deutschland

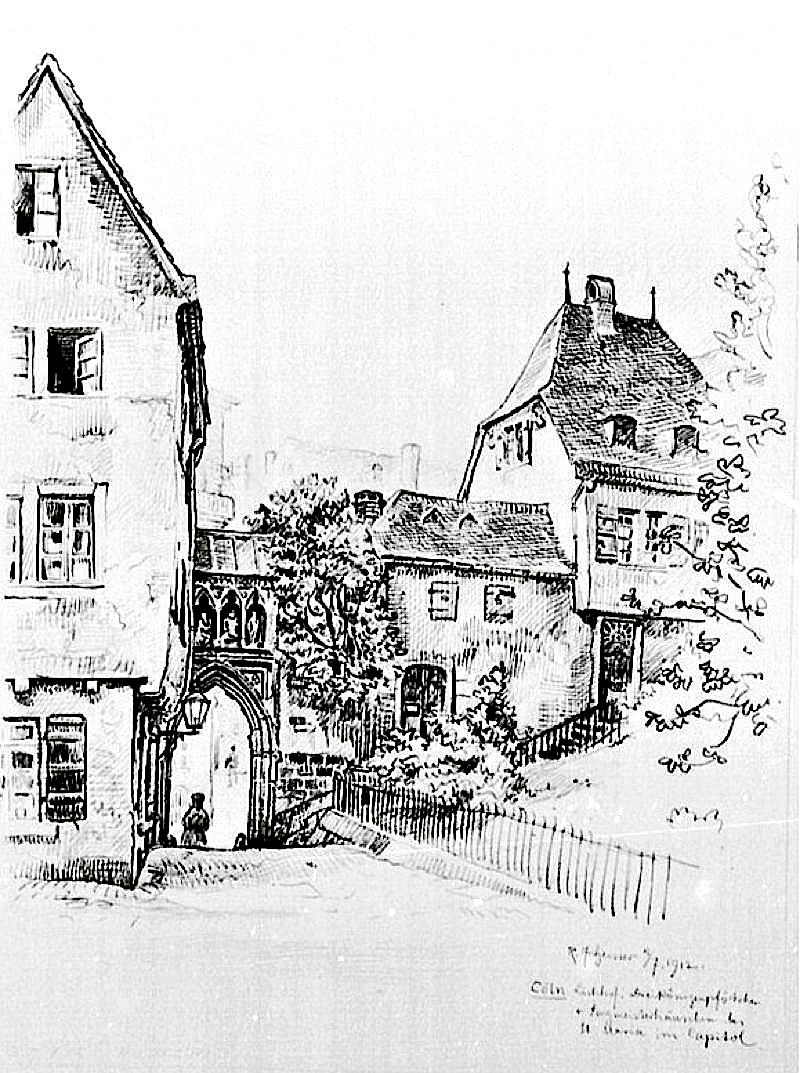
Köln. Singmeisterhäuschen und Dreikönigenpförtchen bei Sankt Maria im Kapitol, Bleistift, 1912

- Kölnisches Stadtmuseum: ca. 1100 Blatt: Architektonische Zeugnisse mittelalterlicher Wohnhäuser rechts und links des Rheins (Zeichnungen, Federzeichnungen und Aquarelle. Derzeit noch nicht erfasst bzw. nicht zugänglich). Dito ca. 500 Zeichnungen, Federzeichnungen und Aquarelle von mittelalterlichen Gebäuden in Köln. Erfasst mit Abbildungen im Rheinischen Bildarchiv des Kölnischen Stadtmuseums.
- Universität Frankfurt: ca. 250 Pflanzenzeichnungen/Federzeichnungen und Aquarelle.
- Einige Blätter im Germanischen Museum in München bei der Denkmalpflege in Bonn, München, Karlsruhe, Freiburg, Rüdesheim und Goslar. Landeskonservator Mainz, im Frankfurter Historischen Museum, Landesmuseum Darmstadt

Schweiz
- Burgerbibliothek Bern: 145 Blatt Bleistiftzeichnungen.
- ca. 65 Blatt in anderen Museen.
- Diverse Ölgemälde, Aquarelle, Bleistift- und Federzeichnungen, Radierungen sowie Platten in Privatbesitz.
- ca. 200 Ölgemälde beim Hausbrand zerstört.

## Publikationen

### Illustration botanischer Werke
- E. Strasburger: Lehrbuch der Botanik. Jena 1903.
- G. Karsten: Lehrbuch der Pharmakognosie des Pflanzenreiches. Jena 1903.
- D. Brandis: Indian Trees. London 1906.

### Eigene Buch- und Mappenwerke
- Über die aruncoide Blattspreite. Ein Beitrag zur Blattbiologie. Dissertation, 1899
- Mikroskopische Kunstformen des Pflanzenreiches. Küthmann, Dresden 1904
- Malerische Architektur-Skizzen. Mappenwerk. Kanter & Mohr, Berlin 1904
- Ornament und Buchschmuck. Mappenwerk im Schuber. Küthmann, Dresden 1905
- Altschweizerische Baukunst / Architecture Suisse. Sammelmappenwerk (zweisprachig). Francke, Bern 1906–1907 (Digitalisat).
- Malerische Baukunst in Tirol. Mappenwerk. Keller, Frankfurt 1908 (Digitalisat)
- Altschweizerische Baukunst. Neue Folge. Franke, Bern 1910
- Altkölnische Baukunst. Schwann, Düsseldorf 1911
- Flandern und Brabant. Breitkopf & Härtel, Leipzig 1916
- Im Oberelsaß. Dreissig Städtebilder und Landschaften nach Originalradierungen. Breitkopf & Härtel, Leipzig 1917
- Mein Köln. Bilder eines deutschen[4] Malers. Schwann, Düsseldorf 1926
- Malerisches Rheinland. Breitkopf & Härtel, Leipzig 1930
  - Malerisches Rheinland. Ausgewählt und eingeleitet von Werner Jüttner. Koehlers Verlagsgesellschaft, Biberach 1961
- Das mittelalterliche Wohnhaus in deutschstämmigen Landen. Strecker & Schröder, Stuttgart 1935. Wieder: Koehler & Amelang, Leipzig 1937
- Natur und Kunst. Erinnerungen eines deutschen Malers. Biografie. Koehler & Amelang, Leipzig 1937
- Das deutsche Elsass. Kunst und Landschaft in ihrer malerischen Schönheit. Bilder und Wanderungen. Ludwig Kichler, Darmstadt 1941.[5] 2. Auflage 1942; wieder ebd. 1988 (13. – 22. Tsd.)